# Murrough O’Brien, 1. Earl of Thomond

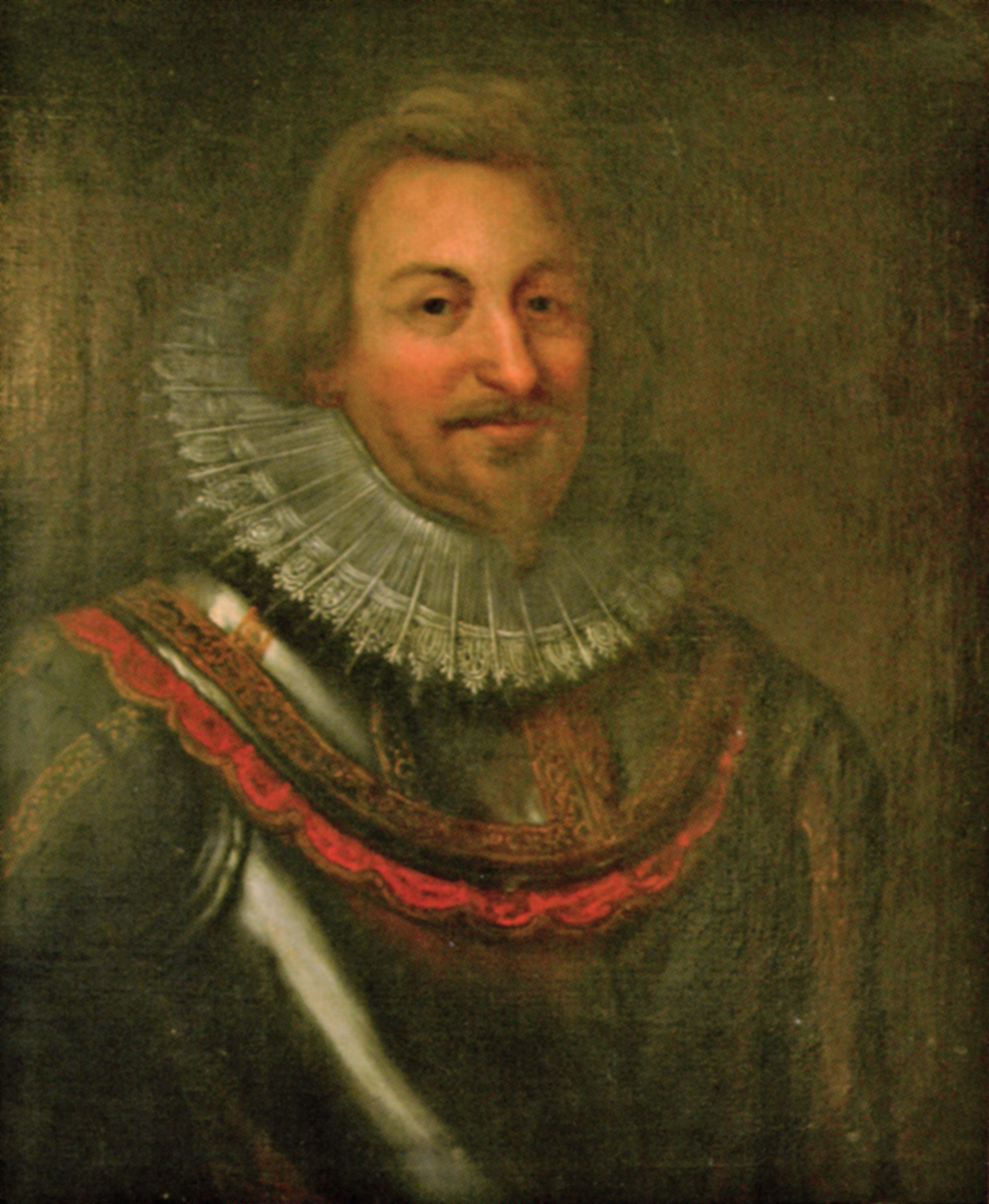
Murrough O’Brien, 1. Earl of Thomond

Murrough O’Brien, 1. Earl of Thomond (irisch-gälisch Murchadh Carrach Ó Briain, † 7. November 1551) war der letzte irisch-gälische König von Thomond und der erste Earl of Thomond.
Er entstammte der alten irischen Adelsfamilie O’Brien, die ihre Abstammungslinie auf den irischen Hochkönig Brian Boru zurückführt. Er war ein Sohn des Turlogh Donn O’Brien (Toirdhealbhach Donn Ó Briain), König von Thomond, aus dessen zweiter Ehe mit Raghnait MacNamara. Sein älterer Bruder Connor O’Brien (Conchobhar mac Toirdhealbaig Ó Briain) war seit dem Tod seines Vaters 1528 König von Thomond. Murrough wurde in England erzogen und sympathisierte mit dem Protestantismus. Als sein Bruder 1539 starb, war dessen Sohn und Erbe Donough O’Brien noch minderjährig, woraufhin Murrough das Königsamt übernahm.
Er bekämpfte zunächst die Expansionsbestrebungen der Engländer unter König Heinrich VIII., der sich 1541 vom Parliament of Ireland zum König von Irland ausrufen ließ. Schließlich unterwarf er sich Heinrich VIII. und erkannte diesen als Lehnsherrn an. Er gab dazu sein Königtum auf und wurde im Gegenzug am 1. Juli 1543 in der Peerage of Ireland zum Earl of Thomond und Baron Inchiquin erhoben. Er erkannte damit auch Heinrichs kirchliches Supremat an und trat zum Anglikanismus über. Die Earlstitel wurde mit der besonderen Erbregelung verliehen, dass dieser bei Murroughs Tod an dessen noch minderjährigen Neffen Donough O’Brien fallen und an Murroughs Söhne nur den Baronstitel erben sollte. Donough O’Brien wurde zugleich zum Baron Ibrackan erhoben. Im August 1453 wurde er in Heinrichs Kronrat für Irland (Privy Council) aufgenommen.
Er war mit Eleanor fitz John († nach 1549), Tochter des Reverend John fitz Thomas, 12. Knight of Glin († nach 1541), verheiratet. Mit ihr hatte er vier Söhne und sechs Töchter. Sein ältester Sohn Dermod O’Brien († 1557) beerbte ihn 1551 als 2. Baron Inchiquin.